# Port lotniczy Huslia
Port lotniczy Huslia, Huslia Airport (kod IATA: HSL, kod ICAO: PFHL, FAA LID: HLA) – publiczny amerykański port lotniczy obsługujący miasto Huslia w stanie Alaska, w obszarze Yukon-Koyukuk, leży 2 km na wschód od centrum miasta.
W większości przypadków IATA nadaje takie same oznaczenia jak Amerykańska Agencja Lotnicza, w tym przypadku w systemie IATA kod HLA został przyznany wcześniej lotnisku Lanseria w Republice Południowej Afryki.
Z lotniska w 2007 skorzystało 3331 pasażerów (przy lotach rozkładowych), co było 3,6% spadkiem w porównaniu z rokiem poprzednim, kiedy odprawiono 3215, w 2006 było to 3337 osób.
Port lotniczy Huslia zajmuje 82 ha na wysokości 65 m n.p.m. Posiada jeden pas startowy o wymiarach 1219 × 23 m, równolegle w odległości 1300 m znajduje się zamknięty pas o wymiarach 914 × 18,3 m.

## Linie lotnicze i połączenia
- Frontier Alaska

obsługiwane przez Frontier Flying Service (Fairbanks [via Galena], Galena)
- Warbelow's Air Ventures (Fairbanks, Hughes, Galena)[3]
- Wright Air Service (Hughes, Ruby, Tanana)[4]